# Kartografski papir
Kartografski papir je bezdrvni punokeljeni i satinirani papir s gramaturom od 90 do 120 g/m2, ravne površine, prikladan za tiskanje u kamenotisku ili ofsetnim postupkom. Služi za izradu zemljopisnih karata i planova.

## Ofsetni papir
Ofsetni papir je dimenzijski stabilan, keljen, a radi stabilnosti nanesenih boja u ofsetnom tisku njegova pH-vrijednost treba biti oko 4,5. Ofsetni papir je strojnogladak papir namijenjen za ofsetni tisak. Kako taj tisak ovisi o kvaliteti papira više od bilo kojeg drugog tiskarskog postupka, to se od ofsetnog papira vrlo mnogo traži s obzirom na dimenzijsku stabilnost, površinsku čvrstoću, prašenje, čerupanje, jednoličnu debljinu i vlažnost.

## Kamenotisak
Litografija (naziva se i kamenotisak) je najstarija tehnika plošnoga tiska, kojoj kao tiskovna forma služi kamena ploča sitnoporozne strukture, na primjer ploča od vapnenačkoga kamena (litografski kamen). Crtež koji se namjerava tiskati izrađuje se masnom kredom ili litografskim tušem na samoj ploči, odnosno na posebno pripremljenu papiru pa se potom prenosi na ploču. Površina ploče zatim se kemijski obrađuje otopinom arapske gume kako bi dijelovi bez crteža (slobodne površine), kada se navlaže vodom, postali odbojni za masnoću. Na tako dobivenu tiskovnu formu nanosi se masno bojilo koje prihvaćaju samo tiskovni elementi (crtež), a ne i slobodne površine. 
Litografiju je 1798. izumio A. Senefelder. Izvorno se koristila kao grafičko-reproduktivna tehnika, na primjer za tisak ilustracija u knjigama; za tu se namjenu više ne koristi, jer ju je s vremenom zamijenio ofsetni tisak s metalnim tiskovnim formama.

### Papir za kamenotisak
Papir za kamenotisak je bezdrvni ili srednjefini tiskovni, punokeljeni papir. Papir mora biti mekan i dobre dimenzijske stabilnosti zbog višebojnog tiska. Upotrebljava se za tisak zemljopisnih karata i za etikete.